# Svjetski dan svjesnosti o autizmu
Svjetski dan svjesnosti o autizmu Glavna skupština UN-a odabrala je za obilježavanje 2. travnja čime želi skrenuti pozornosti javnosti diljem svijeta na sve veći problem ovoga složenog poremećaja koji se kod pojedinaca najčešće razvije u prve tri godine života i uglavnom traje do kraja života. Dan svjesnosti o autizmu 2013. godine obilježavao se pod motom: „Autizam treba – sustavno rješenje.“ 

## Bolest
Autizam je kompleksan razvojni poremećaj čiji je specifičan uzrok još nepoznat. Prema epidemiološkim istraživanjima, na 10000 novorođene djece rađa se 4 do 5 djece s autizmom. Kada je riječ o autističnom spektru poremećaja govori se o 10 do 15 djece na 10000 novorođenih. Autistične osobe imaju teškoće u komunikaciji i socijalnim odnosima, te se opiru svakoj promjeni navika. Njihovo ponašanje obilježava nezainteresiranost za druge, mehaničko ponavljanje pojedinih pokreta ili radnji, te neuobičajeno vezivanje za neki predmet. Neka autistična djeca pokazuju iznimne motorne, matematičke i druge vještine. Osobe s autističnim poremećajem imaju niz životnih teškoća. Primjereni edukacijski pristupi pružani tijekom cijelog života, podrška obiteljima i stručnjacima koji su uključeni u tretman, te pružanje odgovarajućih usluga i pomoći u okviru zajednice uz poticanje pozitivnog stava u društvu mogu poboljšati kvalitetu i dostojanstveniji stil života ovih osoba.
Autistični poremećaj obuhvaća: autizam Kannerovog tipa, razvojne psihoze, atipični autizam, Rettov sindrom i druge sveobuhvatne poremećaje. 
Kod većine autista postoje nepravilnosti u četiri velika organska sustava: živčani, imunološki, endokrini i probavni sustav.
Prvi je korak testiranje, testiranje i opet testiranje. Neki od preporučenih testova uključuju, ali nisu ograničeni na: alergija na hranu, organske kiseline, aminokiseline, određivanje nivoa serotonina, imunološka testiranja (uključujući razinu antitijela), funkcija jetre, štitne žlijezde, prisustvo teških metala u organizmu, neurološki testovi kao što su: MR, EEG, CT. Testiranja probavnog sustava, kao što su endoskopske pretrage, mogu se također ordinirati kod autističnog djeteta s probavnim simptomima. Sve ovo čini se poprilično opsežno, a i skupo za zdravstveni sustav. Najbolji je pristup jedna po jedna pretraga. Potrebno je rješavati problem po problem i svakom problemu prići posebno. Nutritivne intervencije kroz nadomjestak minerala i vitamina čine značajan dio liječenja autizma. Mnogi pristupi pozitivno će utjecati na ponašanje. Osnovna je postavka da će djeca, što se bolje osjećaju, bolje i učiti. Nadomjestak vitamina i minerala bit će osnovica za poboljšanje zdravlja što će potaknuti većinu bihevioralnih/govornih/okupacijskih vježbi. 

## 2013.
Stotinjak plavih balona s natpisom „AUTIZAM 8000“ pet minuta prije podneva 2. travnja ispunilo je nebo iznad Cvjetnog trga u Zagrebu, ali i diljem Hrvatske. Baloni simboliziraju broj registriranih osoba pogođenih autizmom u Hrvatskoj. Na taj način želi se naglasiti nedovoljna informiranost javnosti o ovom rastućem poremećaju. Uz sve aktivnosti koje provodi kao svoju redovnu djelatnost u odnosu na osobe s autizmom, Ministarstvo zdravlja RH sufinanciralo je projekte koje vode udruge koje se bave tematikom autizma, te aktivno sudjeluje u transformaciji Centra za autizam kojoj je cilj da korisnici dobivaju usluge u svojim domovima i lokalnim zajednicama (community-based services), čime se u samoj zajednici stvaraju uvjeti za integraciju i rehabilitaciju

## Vanjske poveznice
|  | Molimo pročitajte upozorenje o korištenju medicinskih informacija. Ne provodite liječenje bez savjetovanja s liječnikom! |